# Presidente Médici
Presidente Médici là một đô thị thuộc bang Maranhão, Brasil. Đô thị này có diện tích 437,665 km², dân số năm 2007 là 4198 người, mật độ 9,59 người/km².